# Світ Полудня
Світ Полудня — літературний світ, у якому відбуваються події в циклі романів братів Стругацьких, «представницькою» книгою якого є «Полудень, XXII сторіччя» (від якого й походить назва світу), а останньою — «Хвилі гасять вітер». Попри утопічність, світ Полудня сповнений проблем та конфліктів, притаманних і нашому часу.

## Опис
Перемога комунізму та технологічні досягнення Землі в XXI—XXII століттях вирішили проблему нестачі ресурсів і позбавили людей необхідності виснажливо працювати заради хліба насущного, що, у свою чергу, згодом призвело й до відмови від ринкових відносин та грошей. XXII століття описано так:

Нині більше немає некомуністів. Усі десять мільярдів — комуністи… Але в них уже інші цілі. Колишня мета комуніста — достаток та душевна і фізична краса — перестала бути метою. Тепер це реальність. Оригінальний текст (рос.)
Сейчас больше нет некоммунистов. Все десять миллиардов — коммунисты… Но у них уже другие цели. Прежняя цель коммуниста — изобилие и душевная и физическая красота — перестала быть целью. Теперь это реальность.

Однією з планет, населених людьми, та їхньою історичної батьківщиною є Земля. Фактично, вона ідентична сьогоднішній Землі, проте належить до XXII століття нашої ери. Найдокладніше її описано в романі «Полудень, XXII сторіччя», хронологічно першому в циклі про світ Полудня.
На Землі Полудня остаточно вирішено основні економічні, соціальні та екологічні проблеми. Успіхи біоінженерії забезпечили матеріальний достаток без надвиробництва та забруднення навколишнього середовища. З'явилися технології міжзоряних перельотів, освоєння далеких планет стало звичною справою. Встановлено контакти з позаземними цивілізаціями. Світогляд людей змінилося кардинально. Працю на благо суспільства вважають природним обов'язком та потребою кожного. Життя розумної істоти визнано безумовною і найвищою цінністю, прояв агресії та недоброзичливості стосовно ближнього став кричущим винятком. Наука про суспільство зробила якісний стрибок (створено теорії історичних послідовностей та «вертикального прогресу»).
На Землі найвищим авторитетним органом є Світова рада, членами якої є найвідоміші вчені, історики, вчителі та лікарі. Зазвичай, рада займається лише питаннями глобально-земного і галактичного масштабу.
Дітей від 5—6 років виховують у інтернатах професійні вчителі. Робота Вчителя є дуже почесною та однією з найвідповідальніших, до неї допускають лише особливо відібраних людей; як наслідок — всіх або майже всіх дітей удається виховати високодуховними людьми з твердими моральними підвалинами. Взагалі питання вибору професії у світі Полудня поставлено на строгу наукову основу. Молоді люди проходять ретельне медико-психологічне обстеження, після чого для кожного виробляють рекомендації щодо професійних уподобань. Помилку щодо профорієнтації вважають важкою провиною того, хто видає рекомендації, оскільки вона може негативно вплинути на долю людини («Жук у мурашнику»).
Найнезвичайнішою характеристикою світу Полудня в порівнянні з іншими відомими фантастичними всесвітами (наприклад, Дюни або Зоряних Війн) є практично повна чужість йому ідей імперіалізму. Жодна розумна раса світу Полудня не намагалася побудувати галактичну імперію (альтернативний варіант — республіку): ні в XXII столітті за літочисленням Землі, ні до цього. Натомість вони вважають за краще триматися своїх рідних планет, і лише найрозвиненіші технологічно (люди Землі і, ймовірно, Мандрівці) дозволяють собі втручатися у справи інших планет, і лише у формі так званого «прогресорства» — безоплатного, таємного та строго дозованого впливу, покликаного сприяти розвитку культури окремої цивілізації.
Попри те, що наука і техніка впоралися з проблемою задоволення всіх базових потреб людей, це призвело до появи окремого прошарку суспільства, представники якого не були достатньо кваліфікованими, щоб зайняти високе становище в академічній ієрархії або стати відомими митцями, але, разом з тим, не хотіли займатися найпростішою роботою на зразок нагляду за роботами. Такі люди, як правило, добровільно вирушали на дослідження невідомих планет та регіонів космосу, іноді вступаючи в контакт із місцевими цивілізаціями. Попри відверте невдоволення уряду щодо такого непрофесіоналізму, ця практика свого часу була досить корисною, щоб стати узаконеною (Група вільного пошуку, ГВП). На думку авторів «Часу учнів», ГВП існувала у 2114—2193 роках.

### Цивілізації
Крім людей, у світі Полудня присутня також низка інших цивілізацій та розумних рас. Багато з них схожі на жителів Землі, тоді як деякі настільки відрізняються, що їх розумність роками викликала сумніви. Деякі позаземні цивілізації також підтримують дипломатичний контакт із Землею. З неясних причин, більшість населених планет заселено гуманоїдами, генетично практично тотожними землянам, але, як правило, це списують[де?] на маніпуляції Мандрівців.
Мандрівці — найзагадковіша позаземна раса світу Полудня. З їхнім технологічним розвитком може зрівнятися тільки їхня пристрасть до конспірації, з якою вони маскують всю свою активність у світі Полудня (маскування це, ймовірно, обумовлене тим, що на описуваний момент Мандрівці не виказують жодної активності в галактиці уже протягом сотень, а може й тисяч років). Попри те, що людям так і не вдалося усвідомити їхніх цілей, багато ознак указують на те, що Мандрівці мають власний інститут прогресорства.

## Романи
Цикл, присвячений світу Полудня, включає десять творів (наведено за хронологією написання):
- «Полудень, XXII сторіччя» (1962)
- «Спроба втечі» (1962)
- «Далека Райдуга» (1963)
- «Важко бути богом» (1964)
- «Неспокій» (1965, опубл. 1990—1991) — початковий варіант повісті «Равлик на схилі» (1965)[6]
- «Населений острів» (1969)
- «Малюк» (1971)
- «Хлопець із пекла» (1974)
- «Жук у мурашнику» (1979—1980)
- «Хвилі гасять вітер» (1985—1986)

Також оповідання:
- «Бідні злі люди» (1963, опубл. 1989)

Передують всесвіту Полудня твори, що описують альтернативний кінець XX століття та XXI століття:
- «Країна багряних хмар» (1959)
- книги «Жилінського циклу»
  - «Шлях на Амальтею» (1960)
  - «Стажери» (1962)
  - «Хижі речі століття» (1965)

Також оповідання:
- «Піщана гарячка» (1955, опубл. 1991)
- «Спонтанний рефлекс» (1958)
- «Венера. Архаїзми» (1959, глава, не включена до «Стажерів»)
- «Шість сірників» (1959)
- «Випробування СКІБР» (1959)
- «Забутий експеримент» (1959)
- «Приватні припущення» (1959)
- «Надзвичайна подія» (1960)

### Ненаписаний роман
На початку 1990-х років брати Стругацькі розпочали роботу над книгою (робоча назва — «Білий Ферзь»), яка мала стати останньою в циклі. Однак після смерті Аркадія Стругацького Борис Стругацький не наважився самостійно продовжити роботу над романом. У цьому останньому романі, покликаному завершити «полуденний» цикл, світ Острівної Імперії на Саракші виглядав так:
Борис Стругацький, «До питання про матеріалізацію світів». Передмова до збірки «Час учнів»:
По-перше, їм (Стругацьким) подобався (здавався оригінальним і нетривіальним) світ Острівної Імперії, побудований з безжальною раціональністю Деміурга, який зневірився викорінити зло. У три кола, грубо кажучи, вкладався цей світ. Зовнішнє коло було клоакою, стоком, пеклом цього світу — всі покидьки суспільства стікалися туди, вся п'янь, рвань, погань, усі садисти і вроджені вбивці, ґвалтівники, агресивні хами, збоченці, звірі, моральні потвори— гній, шлаки, фекалії соціуму…

Середнє коло населяли люди звичайні, ні в чому не надмірні, такі, як ми з вами, трохи гірші, трохи кращі, ще не ангели, але вже й не біси.
А в центрі панував Світ Справедливості. «Полудень, XXII сторіччя». Теплий, привітний, безпечний світ духу, творчості та свободи, населений виключно людьми талановитими, славними, товариськими, які свято дотримуються всіх заповідей найвищої моральності.
Кожен народжений в Імперії неминуче опинявся у «своєму» колі, суспільство делікатно (а якщо треба і грубо) витісняло його туди, де йому було місце відповідно до талантів його, темпераменту і моральної потенції. Це витіснення відбувалося і автоматично, і за допомогою відповідного соціального механізму (щось на кшталт поліції моралі). Це був світ, де тріумфував принцип «кожному — своє» в найширшому його тлумаченні. Пекло, Чистилище та Рай. Класика.
А по-друге, авторам подобалася кінцівка, яку вони придумали. Там у них Максим Каммерер, пройшовши крізь усі кола і діставшись до центру, ошелешено спостерігає це райське життя, яке нічим не поступається земному, і, спілкуючись із високопоставленим і високолобим аборигеном, і дізнаючись від нього всі деталі устрою Імперії, і намагаючись примирити непримиренне, осмислити, з'єднати нез'єднуване, чує раптом чемне запитання: «А що, у вас хіба світ влаштований інакше?» І він починає говорити, пояснювати, тлумачити: про високу Теорію Виховання, про Вчителів, про ретельну копітку роботу над кожною дитячою душею… Абориген слухає, усміхається, киває, а потім помічає ніби побіжно: «Витончено. Дуже гарна теорія. Але, на жаль, вона абсолютно не реалізується на практиці». І поки Максим дивиться на нього, онімівши, абориген вимовляє фразу, заради якої брати Стругацькі до останнього хотіли цей роман все-таки написати.
— Світ не можна побудувати так, як ви мені щойно розповіли,— каже абориген. — Такий світ можна лише вигадати. Боюся, друже мій, ви живете у світі, який хтось вигадав — до вас і без вас, а ви не здогадуєтеся про це…
За задумом авторів ця фраза мала поставити останню крапку в життєписі Максима Каммерера. Вона мала завершити весь цикл про Світ Полудня. Певний результат цілого світогляду. Епітафія йому. Або — вирок?
Оригінальний текст (рос.)
Во-первых, им нравился (казался оригинальным и нетривиальным) мир Островной Империи, построенный с безжалостной рациональностью Демиурга, отчаявшегося искоренить зло. В три круга, грубо говоря, укладывался этот мир. Внешний круг был клоакой, стоком, адом этого мира — все подонки общества стекались туда, вся пьянь, рвань, дрянь, все садисты и прирождённые убийцы, насильники, агрессивные хамы, извращенцы, зверьё, нравственные уроды — гной, шлаки, фекалии социума…Средний круг населялся людьми обыкновенными, ни в чём не чрезмерными, такими, как мы с вами, — чуть похуже, чуть получше, ещё не ангелами, но уже и не бесами.А в центре царил Мир Справедливости. «Полдень, XXII век». Теплый, приветливый, безопасный мир духа, творчества и свободы, населённый исключительно людьми талантливыми, славными, дружелюбными, свято следующими всем заповедям самой высокой нравственности.Каждый рождённый в Империи неизбежно оказывался в «своем» круге, общество деликатно (а если надо — и грубо) вытесняло его туда, где ему было место — в соответствии с талантами его, темпераментом и нравственной потенцией. Это вытеснение происходило и автоматически, и с помощью соответствующего социального механизма (чего-то вроде полиции нравов). Это был мир, где торжествовал принцип «каждому — своё» в самом широком его толковании. Ад, Чистилище и Рай. Классика.А во-вторых, авторам нравилась придуманная ими концовка. Там у них Максим Каммерер, пройдя сквозь все круги и добравшись до центра, ошарашенно наблюдает эту райскую жизнь, ничем не уступающую земной, и общаясь с высокопоставленным и высоколобым аборигеном, и узнавая у него все детали устройства Империи, и пытаясь примирить непримиримое, осмыслить неосмысливаемое, состыковать нестыкуемое, слышит вдруг вежливый вопрос: «А что, у вас разве мир устроен иначе?» И он начинает говорить, объяснять, втолковывать: о высокой Теории Воспитания, об Учителях, о тщательной кропотливой работе над каждой дитячьей душой… Абориген слушает, улыбается, кивает, а потом замечает как бы вскользь: «Изящно. Очень красивая теория. Но, к сожалению, абсолютно не реализуемая на практике». И пока Максим смотрит на него, потеряв дар речи, абориген произносит фразу, ради которой братья Стругацкие до последнего хотели этот роман всё-таки написать.— Мир не может быть построен так, как вы мне сейчас рассказали, — говорит абориген. — Такой мир может быть только придуман. Боюсь, друг мой, вы живете в мире, который кто-то придумал — до вас и без вас, — а вы не догадываетесь об этом…По замыслу авторов эта фраза должна была поставить последнюю точку в жизнеописании Максима Каммерера. Она должна была заключить весь цикл о Мире Полудня. Некий итог целого мировоззрения. Эпитафия ему. Или — приговор?..
Борис Стругацький заявив, що він продовжувати роботу над романом не стане, але дав дозвіл написати його одному з російських письменників, ім'я якого не було названо. Реалізацією цього став роман Ярослава Вєрова «Операція „Вірус“» (2009).

### Час учнів та інші вільні продовження
Наприкінці 1990-х опубліковано низку творів російських фантастів, створених на основі книг Стругацьких (з дозволу Бориса Натановича) та названих збірною назвою «Час учнів». Багато з цих повістей належать до світу Полудня. «Час учнів» — п'ять збірок оповідань та повістей, написаних різними авторами.
2011 року видавництво АСТ розпочинає випуск нової серії книг, дія яких відбувається у Світі Полудня, а саме на планеті Саракш. Серія отримала назву «Проєкт Аркадія та Бориса Стругацьких „Населений Острів“», і на даний момент[коли?] до неї входять шістнадцять творів: «Війна ротмістра Тоота» та «Світ ротмістра Тоота» Володимира Свержина, «Саракш: Кільце Ненависті» та «Саракш Мандрівців» Володимира Контровського, «Бомбовоз Його Високості» Олексія Волкова, «Відділ „Массаракш“» та «Пірати Тагори» Антона Первушина, Ігоря Мінакова та Максима Хорсуна, «Атомна фортеця» та «Голован» Федора Березіна, «Один у полі» Андрія Єрпилєва, «Століття самотності» Ігоря Чорного та Валентина Леженди, «Рушниці єретиків» Анни Фенх, «На те вони й виродки» Наталії Резанової, «Майстер втечі» Дмитра Володихіна, «Сіль Саракша», «Кохання і свобода» та «Скляний меч» Андрія Лазарчука та Михайла Успенського.
Серед інших продовжень: «Шукачі дивного» А. Андрєєва (2001), «Старий з узбіччя» А. Лук'янова (2007), «Важко бути Ребою» Вадима Кирпічова (2004) тощо.

## Основні персонажі

### Основні персонажі світу Полудня
- Абалкін Лев В'ячеславович — прогресор, зоопсихолог, один із 13-ти підкидьків («Жук у мурашнику»)
- Бадер Август-Йоган — генеральний уповноважений Ради космогації, директор транскосмічної зорелітної бази та лабораторії «Владислава ЄН 17», професор, десантник, слідопит, першовідкривач штучних супутників Мандрівців у планети Владислава («Полудень, XXII сторіччя»), член Світової ради («Жук у мурашнику»)
- Бромберг Ісаак (Айзек) — фахівець із заборонених наукових досліджень та засекречених відкриттів, ідейний противник будь-якого контролю над наукою («Жук у мурашнику», «Хвилі гасять вітер»)
- Биков Антон Григорович — капітан «Променя», син Г. А. Бикова, онук А. П. Бикова («Випробування СКІБР», «Полудень, XXII сторіччя», «Приватні припущення»)
- Валькенштейн Марко Юхимович — штурман десантного сигма-Д-зорельота «Таріель-Другий» («Полудень, XXII сторіччя», «Далека Райдуга»)
- Гаг — житель планети Гіганда, курсант ІІІ курсу «Школи Бійцевих Котів» («Хлопець із пекла»)
- Глумова Майя Тойвівна — співробітниця проєкту «Ковчег» («Малюк»), співробітниця «Музею позаземних культур» («Жук у мурашнику», «Хвилі гасять вітер»)
- Глумов Тойво Олександрович — син Майї Глумової, колишній прогресор, співробітник КОМКОНу-2 («Жук у мурашнику», «Хвилі гасять вітер»)
- Горбовський Леонід Андрійович — начальник Другої міжзоряної експедиції («Полудень, XXII сторіччя»), командир десантного сигма-Д-зорельота «Таріель-Другий» («Далека Райдуга»), член КОМКОНу («Малюк»), член Світової ради («Жук у мурашнику», «Хвилі гасять вітер»)
- Діксон Персі — бортінженер десантного сигма-Д-зорельота «Таріель-Другий» («Полудень, XXII сторіччя», «Далека Райдуга»)
- Камілл — вчений, останній із так званої «Чортової Дюжини», групи з тринадцяти вчених, які спробували зрощувати себе з машинами («Далека Райдуга», «Хвилі гасять вітер»)
- Каммерер Максим — співробітник Групи вільного пошуку, потім прогресор («Населений острів»), потім керівник відділу Надзвичайних Подій КОМКОНу-2 («Жук у мурашнику», «Хвилі гасять вітер»)
- Чаклун — глава мутантів на Саракші, інтелектуал, що має паранормальні здібності («Населений острів», «Хвилі гасять вітер»)
- Комов Геннадій Юрійович — Генка «Капітан», голова «четвірки з Аньюдінського інтернату» («Полудень, XXII сторіччя»), доктор ксенопсихології, спеціальний уповноважений КОМКОНу за проєктом «Ковчег» («Малюк»), член Світової ради, співробітник КОМКОНу-2 («Жук у мурашнику», «Хвилі гасять вітер»)
- Малюк (Семенов П'єр Олександрович) — дитина, вихована негуманоїдами планети Ковчег («Малюк»)
- Рєпнін Савел Петрович (Саул) — колишній бронетанковий командир Червоної армії, який утік для порятунку свого життя в майбутнє з фашистського концентраційного табору, на честь нього названо планету Саула («Спроба втечі»)
- Румата Есторський (землянин Антон) — історик, співробітник Інституту експериментальної історії, прогресор на планеті Арканар («Важко бути богом»)
- Сидоров Михайло Альбертович (Атос) — вихованець Аньюдинської школи, біолог ("Полудень, XXII сторіччя "), біолог на планеті Пандора («Неспокій»), начальник бази «Ковчег» («Малюк»), президент сектору «Урал-Північ» КОМКОНу-2, безпосередній начальник Максима Каммерера («Хвилі гасять вітер»)
- Сікорскі Рудольф («Мандрівець», «Екселенц») — прогресор, голова інституту перспективних розробок на Саракші («Населений острів»), член Світової ради, глава КОМКОНу-2 («Жук у мурашнику», «Хвилі гасять вітер»)
- Скляров Роберт — лаборант-спостерігач посту «Степовий» («Далека Райдуга»)
- Щекн-Ітрч — голован, працівник місії голованів на Землі («Жук у мурашнику»)
- Яшмаа Корній Янович — прогресор, один із 13-ти підкидьків («Хлопець з пекла», «Жук у мурашнику»)

### Основні персонажі світу Перед-Полудня (альтернативний кінець XX століття)
- Биков Олексій Петрович — інженер-механік, начальник колони атомних транспортерів-всюдиходів гобійської радянсько-китайської експедиційної бази, інженер-механік екіпажу фотонної ракети «Хіус-2» («Країна багряних хмар»), капітан фотонної вантажівки «Тахмасиб» («Шлях на Амальтею», «Стажери»)
- Дауге Григорій Йоганнович — геолог, планетолог фотонної ракети «Хіус-2» («Країна багряних хмар»), планетолог фотонної вантажівки «Тахмасіб» («Шлях на Амальтею», «Стажери»)
- Жилін Іван — бортінженер фотонної вантажівки «Тахмасіб» («Шлях на Амальтею», «Стажери»), співробітник Ради безпеки («Хижі речі століття»)
- Єрмаков Анатолій Борисович — командир корабля фотонної ракети «Хіус-2», начальник експедиції на Венеру («Країна багряних хмар»)
- Краюхін Микола Захарович — заступник голови Державного комітету міжпланетних сполучень (ДКМПС) («Країна багряних хмар»)
- Крутіков Михайло Антонович — штурман фотонної ракети «Хіус-2» («Країна багряних хмар»), штурман фотонної вантажівки «Тахмасіб» («Шлях на Амальтею», «Стажери»)
- Спіцин Богдан Богданович — пілот фотонної ракети «Хіус-2» («Країна багряних хмар»)
- Юрковський Володимир Сергійович — геолог, планетолог фотонної ракети «Хіус-2» («Країна багряних хмар»), планетолог фотонної вантажівки «Тахмасіб» («Шлях на Амальтею»), Генеральний інспектор Міжнародного управління космічних повідомлень («Стажери»)

## Організації

### Група вільного пошуку (ГВП)
Згадано у творах «Населений острів», «Малюк», «Жук у мурашнику».
Між 2114 та 2193 роками (на думку авторів «Часу учнів»; у самих Стругацьких немає згадок, що в якийсь момент ГВП припинила існувати) до ГВП належали всі непрофесійні першовідкривачі, які йшли в глибокий космос із метою знаходити та вивчати нові планети та зірки. Щоб стати членом ГВП, достатньо було отримати пілотське право та зареєструвати свій політ у КОМКОНі. Після цього пілот мав повне право приземлитися на зазначеній планеті та вивчати її будь-якими методами, за винятком тих рідкісних випадків, коли на планетах виявляли місцеву цивілізацію. У такому разі він був зобов'язаний негайно покинути планету, попередньо знищивши всі сліди своєї присутності, та сповістити КОМКОН.
Згідно з «Малюком» та «Жуком у мурашнику», ГВП грала роль своєрідної «соціальної продухи» для людей, які не знайшли себе в організованому житті людства — у ГВП були, звичайно, дослідники-ентузіасти, які мріють принести користь людству великими відкриттями, але частіше в пошук йшли романтично налаштовані пари, щоб весь час бути разом, молоді люди, які нещодавно закінчили школу, ті, хто не має жодних особливих здібностей і нахилів, які б дозволяли впевнено вибрати професію, мізантропи. Працівники ГВП мали популярність хіба що в молодших школярів, для більшості дорослих землян «працівник ГВП» — майже синонім «невдахи, який не знайшов себе в житті»; таких скоріше шкодують, аніж захоплюються ними.
У повісті «Населений острів» співробітником ГВП був Максим Каммерер.

### Інститут експериментальної історії
Інститут, у межах якого здійснюється «прогресорська» (цивілізаторська, див. культурний герой) діяльність.
У різний час співробітниками Інституту були: Максим Каммерер, Рудольф Сікорські, Корній Яшмаа, Лев Абалкін.

#### Прогресори
Термін «прогресор», винайдений братами Стругацькими, спочатку використовувався виключно у світі Полудня. У сучасній науково-фантастичній літературі прогресорами називають представників високорозвинених розумних рас, до чиїх обов'язків входить сприяння науковому розвитку цивілізацій, що перебувають на нижчому технологічному рівні, підвищуючи цим загальний рівень життя їх представників. Прогресори Стругацьких — особлива професійна група землян. Найчастіше вони діють конспіративно, нелегально, при виконанні завдання їм доводиться відступати від морального кодексу людини Полудня і сприймати мораль і етику тієї цивілізації, в яку доводиться входити — якщо потрібно, аж до здатності до насильства та вбивства (ця обставина призводила до важких психологічних травм у ранніх прогресорів). Тому прогресор у ході підготовки проходить процедуру «психічного кондиціювання», що придушує низку моральних імперативів і робить його поведінку адекватною обстановці, в якій доведеться працювати. Після відрядження прогресор обов'язково проходить на позаземній базі процедуру «рекондиціювання» — повернення до звичного психологічного стану землянина («Жук у мурашнику»).

### КОМКОН
Комісія з контакту з іншими цивілізаціями (КомКон чи КОМКОН) — організація, що визначає курс дипломатичних відносин між Землею та нелюдськими цивілізаціями, а також загальні вимоги до діяльності прогресорів стосовно людських. Офіційно всі рішення приймає Світова рада Землі, проте, як правило, саме КОМКОН визначає та обмежує коло можливих рішень.

### КОМКОН-2
Відкритому суспільству Полудня, заснованому на повній довірі між людьми, не притаманна ідея будь-якої таємної діяльності. Проте залишаються питання, які доводиться вирішувати без розголосу. Особливе місце серед земних інститутів займає Комісія з контролю за науковими дослідженнями — КОМКОН-2 (на відміну від першого КОМКОНу — комісії з контактів із позаземними цивілізаціями). Ця організація вивчає можливі загрози людству та захист від них. За санкцією Світової ради КОМКОН-2 може вживати досить жорстких заходів, наприклад, засекречувати та припиняти цілі напрями наукових досліджень, якщо вони визнані потенційно небезпечними для земної спільноти, або таємно втручатися в долю окремих людей («справа підкидьків»). Однією із загроз вважають і втручання у земне життя чужих прогресорів. Ставлення до діяльності КОМКОН-2 у суспільстві досить неоднозначне, аж до відкритої ворожості. Керівник КОМКОН-2 Рудольф Сікорські у розмовах з Каммерером помічав, що багато землян, включно з більшістю членів Світової ради, стали дуже м'якотілими та ідеалістичними і відмовляються враховувати можливу загрозу, що походить від позаземного розуму. Неконтрольований страх перед зовнішньою загрозою отримав навіть спеціальну назву — «синдром Сікорські». Проблематику, пов'язану з КОМКОНом-2, порушено переважно в повістях «Жук у мурашнику» та «Хвилі гасять вітер».

### Світова рада
Вищий орган влади на Землі та її колоніях — Світова рада. Світова рада Землі визначає загальну політику цивілізації, а на Землі вона також розподіляє енергію та інші ресурси між підприємствами та науковими організаціями. Членами Світової ради є такі відомі особи, як Август-Йоганн-Марія Бадер, Леонід Горбовський, Геннадій Комов та Рудольф Сікорські. Члени Світової ради збираються на засідання у міру виникнення необхідності, значну частину часу вони займаються своєю основною професійною діяльністю.

### Слідопити
Офіційна назва Слідопитів — Комісія з вивчення слідів діяльності іншого розуму в космосі.
Згадано в творах «Шлях на Амальтею», «Далека Райдуга» та в «Полудень, XXII сторіччя».
Слідопити — вчені, які шукають на інших планетах сліди прибульців з інших світів.
На планеті Райдуга використовували земляні машини «Кріт» та ульмотрони.

## Технології
Технологічні новації світу Полудня, як епохальні, що змінили вигляд суспільства, так і дрібні побутові, описано здебільшого без подробиць, побіжно, як щось цілком звичне.

### Науково-дослідна техніка

#### Бомбозонди
Описано в оповіданні «Шлях на Амальтею».
Бомбозонди-зонди, призначені для дослідження атмосфери або екзосфери планет. Застосовують їх разом зі спектрографом. Усередині бомбозонда розміщено мезонні випромінювачі. Бомбозонди постачають у обоймах по 20 штук, вага кожного два кілограми. Встановлені на науково-дослідних кораблях подаються в бомбоскидач автоматично за допомогою автоподавача. На кораблях, не призначених для наукових досліджень, можуть подаватися вручну.
Спосіб застосування: в бомбоскидачі відкривається казенник, обойма бомбозондів подається в зарядну камеру, казенник закривається. Бомбозонди скидаються в атмосферу чи екзосферу планети. Спектрограф реєструє спектр. Після цього казенник відкочується, порожня обойма витягується із зарядної камери.

#### «Кріт», землерийна машина
Згадано в творі «Далека Райдуга».
Громіздка землерийна машина для рудних розробок.
На планеті Райдуга їх використовували Слідопити й будівельники-енергетики. Під час катастрофи на Райдузі, за допомогою «кротів» рили шахту-притулок.
Спосіб копання шахт: механічне зламування за допомогою металевих зубів і хімічна (?) денатурація ґрунту та твердих порід і матеріалів (базальт, бетон).

#### СКІБР (система кібернетичних розвідників)
Система роботів, кібернетична система, призначена для розвідки на планетах з невідомими, можливо, дуже екстремальними умовами. Технологію в різних модифікаціях згадано в оповіданнях «Випробування СКІБР», «Забутий експеримент».
СКІБР із оповідання «Випробування СКІБР» складається з чотирьох машин:
- керівний орган системи («мозок») — «Оранг»
- ефектори, виконавчі органи — три «кентаври».

«Оранг» і «кентаври» — єдиний організм, частини якого не пов'язані між собою механічно. «Оранг» керує «кентаврами», як люди керують своїми руками, ногами, очима. Керування дистанційне, через радіозв'язок.
«Оранг» — «мозок» СКІБР. Схожий на цистерну на широких гусеницях. У верхній частині цистерни блимають різнокольорові вогники.

Будова:
Для створення такого механізму довелося відмовитися від класичних форм кібернетичної техніки — напівпровідників, губчастих метапластів, хвилевідних пристроїв. Потрібно було принципово нове рішення. Його знайдено у використанні заморожених майже до абсолютного нуля квантово-вироджених складних кристалів із неперіодичною структурою, здатних зазнавати ізомерних переходів відповідно до сигналів, що надходять. Винайдено й засоби реєстрації цих переходів і перетворення їх у сигнали на ефектори.Оригінальний текст (англ.)
Создание такого механизма потребовало отказа от классических форм кибернетической техники — полупроводников, губчатых метапластов, волноводных устройств. Необходимо было принципиально новое решение. Оно было найдено в использовании замороженных почти до абсолютного нуля квантово-вырожденных сложных кристаллов с непериодической структурой, способных претерпевать изомерные переходы в соответствии с поступающими сигналами. Были отысканы и средства регистрации этих переходов и превращения их в сигналы на эффекторы.
«Кентавр». Схожий на гігантську мураху або богомола, що став дибки. Черево плескате овальне, розташоване на шести суглобистих важелях, над важелями груди з важкою рогатою головою, очі крихітні тьмяні. Перед грудьми розташовані складені втроє потужні маніпулятори, наче лапи кенгуру. Розміром з однорічне теля. На спині порядковий номер.
СКІБР — самоорганізовна система, її характеристики визначає «Оранг». Зокрема, це виражається в періодичній зміні кольору «Кентаврів» — на початку випробувань вони були бузковими, потім помаранчевими. Чим керується «Оранг», змінюючи кольори, знає лише він сам.
СКІБР створено за участі шести заводських лабораторій та двох інститутів.
Система не містить жодного атома заліза, побудована з кремнійорганічних пластиків, біохімічний привід, енергія генерується і використовується безпосередньо в її робочих деталях.

СКІБР з оповідання «Забутий експеримент» не має «Оранга» і не змінює кольору:
Бічний люк танка м'яко відвалився. Почувся дрібний стукіт, у смугу світла на шосе вискочили смішні сріблясті фігурки на тонких ніжках, схожі на величезних коників. Кілька секунд вони стояли нерухомо, потім зірвалися з місця, пірнули під шлагбаум і зникли у високій траві з того боку.Оригінальний текст (рос.)
Боковой люк танка мягко отвалился. Послышался дробный стук, в полосу света на шоссе выскочили смешные серебристые фигурки на тонких ножках, похожие на огромных кузнечиков. Несколько секунд они стояли неподвижно, затем сорвались с места, нырнули под шлагбаум и пропали в высокой траве на той стороне.
Керуються між собою також дистанційно, працюють за заздалегідь заданою програмою.

#### «Тестудо», танк вищого захисту
Танк вищого захисту, броньований на гусеничному ходу. Використовують в екстремальних умовах (як і «СКІБР»), переважно на інших планетах, але в оповіданні «Тестудо» прямує до зони технологічної катастрофи.
Зовні встановлено потужні прожектори. Прилади керування та відсік екіпажу відгороджено від будь-яких зовнішніх впливів потрійним панциром надпотужного захисту. Для стеження за зовнішньою обстановкою обладнаний перископом та екраном з інфрачервоним проєктором.
Двигун: плазмовий, кільця розпеченої плазми утримує магнітне поле. Якщо налаштування магнітних полів зіпсується, плазма може вирватися назовні та «перетворити танк на пару».
Може нести в бічному люку кіберрозвідників типу «СКІБР» у модифікації без «Оранга».

#### «Харибди», танки-поглиначі енергії
Гігантські телемеханічні танки призначені для поглинання енергії. Згадано у творі «Далека Райдуга». На планеті Райдуга стримували наступ хвилі, викликаної експериментами з нуль-транспортуванням. Мали ручне та дистанційне керування. Дистанційне керування здійснював вертоліт-навідник, «втиканий, як їжак, антенами».
Надлишки енергії відводили в базальт, ґрунт. Якщо акумулятори «Харибди» переповнювалися енергією і не вдавалося відвести енергію в базальт, «Харибда» вибухала.
Винайшов Федір Маляєв.

### Космічний транспорт

#### Фотонні планетольоти
Фотонний двигун замінив попередні ракетні двигуни на рідкому паливі наприкінці XX — початку XXI століття. Принцип його дії ґрунтується на комбінації елементарних реакцій типу «речовина-антиречовина» і так званого «абсолютного відбивача», дзеркальної субстанції, здатної повністю відбивати будь-яке (!) випромінювання (крім нейтрино). Відбивач — найголовніший і найтендітніший елемент фотонного приводу, гігантське параболічне дзеркало, вкрите п'ятьма шарами надстійкої мезоречовини. У зарубіжній літературі відбивач часто називають «сейл» — вітрило. У фокусі параболоїда щомиті вибухають, перетворюючись на випромінювання, мільйони порцій дейтерієво-тритієвої плазми. Потік блідого лілового полум'я б'є на поверхню відбивача і створює силу тяги. При цьому в шарі мезоречовини виникають велетенські перепади температур, і мезоречовина поступово — шар за шаром — вигоряє. Крім того, відбивач безперервно роз'їдає метеоритна корозія. І якщо при увімкненому двигуні відбивач зруйнується біля основи, там, де до нього примикає товста труба фотореактора, корабель перетвориться на миттєвий безшумний спалах. Тому відбивачі фотонних кораблів змінюють через кожні сто астрономічних одиниць польоту. Тому система контролю безперервно заміряє стан робочого шару по всій поверхні відбивача.Оригінальний текст (рос.)
Отражатель — самый главный и самый хрупкий элемент фотонного привода, гигантское параболическое зеркало, покрытое пятью слоями сверхстойкого мезовещества. В зарубежной литературе отражатель часто называют «сэйл» — парус. В фокусе параболоида ежесекундно взрываются, превращаясь в излучение, миллионы порций дейтериево-тритиевой плазмы. Поток бледного лилового пламени бьёт в поверхность отражателя и создаёт силу тяги. При этом в слое мезовещества возникают исполинские перепады температур, и мезовещество постепенно — слой за слоем — выгорает. Кроме того, отражатель непрерывно разъедается метеоритной коррозией. И если при включённом двигателе отражатель разрушится у основания, там, где к нему примыкает толстая труба фотореактора, корабль превратится в мгновенную бесшумную вспышку. Поэтому отражатели фотонных кораблей меняют через каждые сто астрономических единиц полёта. Поэтому контролирующая система непрерывно замеряет состояние рабочего слоя по всей поверхности отражателя. За їх допомогою космічному кораблю можна надати імпульс, достатній, щоб досягти релятивістських швидкостей («Країна багряних хмар»). Широко використовувалися під час освоєння Сонячної системи та в перших експериментальних польотах за її межі. Відомостей про «фотонну еру» в міжзоряних перельотах у Стругацьких небагато. Відомо мінімум про три міжзоряні експедиції:
- Перша міжзоряна експедиція — начальник Антон Биков, командир корабля «Промінь».
- Друга міжзоряна експедиція — начальник Леонід Горбовський, командир корабля «Таріель».
- Третя міжзоряна експедиція — начальник Валентин Петров, командир «Муромця» («Приватні припущення»), а також ненавмисний рейс «Таймира» («Полудень, XXII сторіччя»).

##### «Тахмасиб»
Описано в оповіданні «Шлях на Амальтею». Фотонний вантажний корабель першого класу. Планетоліт. Призначений для перевезення вантажів у межах Сонячної системи, але має також на борту обладнання для наукових планетологічних спостережень.
Екіпаж:
- капітан корабля — Биков Олексій Петрович,
- штурман — Крутиков Михайло Антонович,
- бортінженер — Жилін Іван,
- пасажири — планетологи Юрковський, Дауге, радіооптик Поль Моллар.

Корпус корабля складається з труби фотореактора, на яку нанизано всі вузли корабля — від житлової кулястої гондоли до параболічного відбивача. Усередині труби фотореактора ходить ліфт. Довжина труби фотореактора 200 м. Основний двигун — фотонний привід. Резервний двигун — аварійні водневі ракети, які, в порівнянні з фотонним приводом, мають малу потужність. Відбивач виконаний у формі параболоїда, поверхня рубчаста, чорного кольору. Довжина відбивача — 750 м, ширина в розкриві — 500 м. Труба фотореактора впирається в основу відбивача, так що в разі ремонту можна вийти на його поверхню. Над відбивачем розташований вантажний відсік у вигляді диска сріблястого кольору, навколо нього розташовано аварійні водневі ракети. У разі поломки фотонного приводу аварійні ракети висуваються на кронштейнах на велику відстань від вантажного відсіку і запускаються. Також є обсерваторний відсік для спостереження за довкіллям. У ньому розташоване обладнання планетологів.

##### «Хіус»
Описано в романі «Країна багряних хмар». Фотонний міжпланетний корабель з одним шаром мезоречовини на відбивачі. На цьому кораблі екіпаж у складі Юрковського, Дауге, Бикова, Крутикова, Богдана Спіцина та Анатолія Єрмакова здійснив посадку на Венеру і знайшов у чорних первісних пісках Уранову Голконду — слід удару жахливого метеориту з антиречовини.

##### «Хіус-Блискавка»
Згадано в оповіданні «Шлях на Амальтею». Перший міжзоряний корабель. Будувався у Вищій Школі космогації на Спу-20. (Перша Міжзоряна експедиція Ляхова на «Хіус-Блискавці» не була зоряною експедицією, але в її ході здійснено вихід із Сонячної системи).

#### Д-космольоти
Підпросторовий перехід замінив фотонний двигун у ХХІ столітті. Далекі космічні кораблі цього періоду використовують деритринітацію — явище, яке на початку XXI століття передбачив Биков-молодший, відкрите в середині-кінці XXI століття. Деритринітація відбувається під час руху фізичного тіла з певним набором прискорень поблизу світлового бар'єру. Таке тіло проколює простір між двома віддаленими одна від одної точками космосу і матеріалізується в кінцевому пункті. Ця технологія більше нагадує телепортацію, ніж переліт, проте на відміну від нуль-Т (див. нижче) вона абсолютно не застосовна на поверхні планети (див. «Спроба втечі»). 2020 року ненавмисна некерована деритринітація дослідницького фотонного зорельота «Таймир» призвела до його переміщення до однієї із сусідніх зір — корабель повернувся лише в XXII столітті. Керована деритринітація стала першою технологією, що забезпечила переміщення в космосі зі швидкістю, що перевищує швидкість світла. Космічні кораблі, що реалізують цей принцип переміщення, називали «Д-космольотами». Д-космольоти були основним видом далекого космічного транспорту до другої половини XXII століття.

##### «Таріель-Другий»
Згадано в повісті «Далека Райдуга». Екіпаж:
- командир корабля Леонід Горбовський ,
- штурман Марк Валькенштейн,
- бортінженер Персі Діксон.

Десантний сигма-Д-зореліт. Являє собою біло-блакитний купол заввишки сімдесят метрів. Привіз на планету Райдуга вантаж ульмотронів. Під час катастрофи на планеті брав участь у рятуванні дітей. Щоб звільнити місце, з «Таріеля-Другого» було демонтовано все обладнання для міжпланетних перельотів і перетворено його на космічну баржу для виходу на орбіту планети. На орбіті Райдуги врятованих дітей мав підібрати зореліт «Стріла».

#### Нуль-Т-космольоти («привиди»)
З'явилися в другій половині XXII століття, використовують технологію нуль-Т (миттєвий прокол простору без застосування навколосвітніх швидкостей) для переміщення в космосі. Такі апарати («привиди») вже могли йти в підпростір і виходити з нього безпосередньо біля поверхні планети, навіть у поруч із житловими об'єктами («Хлопець з пекла»).

### Транспорт планетарний

#### Глайдери та флаєри
Дуже популярні у світі Полудня напівживі механізми (див. нижче), призначені для перельотів у атмосфері планети. Їхня конструкція дозволяє розвивати високі швидкості і, найпевніше, використовує якусь варіацію антигравітаційних технологій. Подібні машини продовжували використовувати і після винайдення нуль-Т. Глайдери — технологія, новіша від флаєрів, і наприкінці XXII століття перші практично повністю витіснили других («Хвилі гасять вітер»).

#### Лінія постачання
Судячи зі згадок у різних творах, лінія постачання — автоматизована структура, якою замінено звичайну торговельну мережу.

#### Нуль-Т
Різновид телепортації, що з'явився у світі Полудня в п'ятдесятих роках XXII століття і повсюдно використовуваний на Землі у другій половині. Технологія нуль-Т ґрунтується на так званому «проколі ріманової складки» і, загалом, суперечить усім засадам традиційного розуміння абсолютного простору, просторово-часового континууму та каппа-простору. Але в повсякденному житті все значно простіше: всю планету огортає мережа нуль-Т кабін, зайшовши в одну з яких і набравши потрібний код, можна миттєво перенестися в іншу, що відповідає коду, незалежно від того, на якій відстані вона розташована. Наприклад, 2177 року прогресори використовували нуль-Т, щоб якнайшвидше переміщатися із Землі на Гіганду й назад (за іншою версією, для цього використано космічні апарати нових моделей). Як ученим удалося «приборкати» Хвилю, яка спустошила Райдугу 2156 року, невідомо (див. «Далека Райдуга»). Нуль-Т-кабіни мають свої недоліки, їх мережа нерідко виходить з ладу через «флуктуацію нейтринного поля». Крім того, біля кабінок можуть виникати значні черги («Жук у мурашнику»), тому, наприклад, членам Світової ради належала персональна нуль-установка («Хвилі гасять вітер»), хоча культура спілкування людей така, що людина, яка дуже поспішає, може просто звернутися з проханням пропустити її без черги, і її практично, напевно, пропустять (очевидно, моральні принципи просто не дозволяють звертатися з подібними проханнями без справді гострої необхідності).

#### Саморушні дороги
«Технологічний релікт», що залишився від попереднього етапу розвитку планети. У першій половині XXII століття це вже скоріше символ достатку та багатства Землі, ніж необхідний засіб пересування. Принципи дії невідомі. Зовні дорога виглядає як товста, чорного кольору еластична стрічка, що лежить на поверхні землі, яка нагадує горизонтальні ескалатори, але з нерівномірною швидкістю руху — в центрі дорога рухається дуже швидко, ближче до країв — усе повільніше. Дороги перетинають континенти Землі у всіх напрямках. Дороги, які працюють, мали завширшки близько 20 метрів. Крім основної функції — пересування, — вони принагідно очищували довкілля від шкідливих відходів та емісій («Полудень. XXII сторіччя»). У другій половині XXII століття дороги зупинилися (причину не названо, можливо, минув термін їхньої служби або для їх роботи були необхідними ті шкідливі речовини, які вони вилучали з навколишнього середовища і які на той час вичерпалися) і їх ширина стала поступово зменшуватись. У «Хлопці з пекла» дорога, що зупинилася, має ширину близько 8 метрів. У романі Кліффорда Сімака «Резервація гоблінів» також згадано таку дорогу.

#### Стратольоти
Використовують для перельотів на великі відстані з гіперзвуковою швидкістю, коли Нуль-Т виходить із ладу через «флуктуації нейтринного поля» («Жук у мурашнику»).

#### Транспорт XXI століття
Крім цих доволі екзотичних засобів пересування, на Землі використовую і традиційніші, такі як, наприклад, підводні човни та вертольоти, але, найпевніше, вони просто залишилися від колишніх часів і їх сильно модернізовано з міркувань безпеки.

### Інші технології

#### Великий всепланетний інформаторій
Великий всепланетний інформаторій — глобальне сховище різноманітної інформації, з гнучким і ефективним механізмом пошуку, свого роду аналог Інтернету. Доступ до ВВІ вільний для всіх, хоча є й закриті сегменти «тільки для фахівців», з різними рівнями допуску («Жук у мурашнику»). Згадано, що особисті дані людей потрапляють до ВВІ лише за їхньою згодою («Жук у мурашнику»).

#### Біоблокада та фукамізація
Універсальний захист від шкідливих мікроорганізмів Для виконання цієї процедури використовують так звану «бактерію життя» з Пандори — надзвичайно небезпечної в еволюційному плані планети. Біоблокаду необхідно періодично оновлювати.
Згодом біоблокаду замінює (або доповнює) процедура під назвою «фукамізація», яку проводять на останніх етапах внутрішньоутробного розвитку плода і відразу після народження. Її основним елементом є «розгальмовування гіпоталамуса» за допомогою деякого випромінювання. В результаті цієї процедури суттєво зростають можливості організму щодо протидії всім видам інфекцій та шкідливим агентам зовнішнього середовища, таким як отрути та радіоактивне опромінення, а також зростають здатності до емпатії та навіювання.

#### Виробництво продовольства
Жодних продовольчих проблем у світі Полудня не існує принаймні на Землі. Детального опису того, як досягнуто достатку, в романах немає, але, наприклад, відомо, що замість традиційного тваринництва з'явилися якісь штучні біологічні об'єкти — «ходячі фабрики білка» («Полудень, XXII сторіччя»). Віддалені планети, де є досить великі колонії землян, забезпечують себе продовольством самі («Далека Райдуга»). Їжа, яку згадують автори, загалом цілком звичайна (наприклад, опис «чаю» в доктора Гоаннека в «Жуку в мурашнику»). Земляни не схильні до обжерливості, але з'явилися й нові гастрономічні знахідки, і індустрія делікатесів (сировину для «алапайчиків» вирощують тільки на Пандорі — «Хвилі гасять вітер»).

#### Смолопласт
Згадано в оповіданні «Шлях на Амальтею». В'язкий та міцний матеріал, що виконує роль прокладки корпусу фотонного корабля та слугує для герметизації пробоїн. У разі появи пробоїни в корпусі корабля (наприклад, від метеорита) надходження повітря у відсік автоматично припиняється і смолопласт затягує пробоїну. На це йде всього 1-2 секунди і падіння тиску не є небезпечним для людини.

#### Ембріомеханіка
Технологія, що дозволяє отримувати громіздкі технічні об'єкти з маленьких та легких ембріонів приблизно так само, як розвиваються із зародка живі організми. Ембріони можна скільки завгодно зберігати і транспортувати, вони займають мало місця на складі або в зорельоті, а потрібний час ембріон активують і з нього, використовуючи будь-які доступні в зовнішньому середовищі матеріали, швидко розвивається транспортний засіб, житлова споруда, технологічна установка тощо. Подробиці описано в оповіданні «Поразка».

## Планети
| - Арканар - Владислава - Гаррота - Гіганда - Земля - Ковчег | - Леоніда - Марс - Надія - Пандора - Панта - Райдуга - Ружена | - Саракш - Саула - Тагора - Тисса - Яйла |

## Розумні раси
- Головани
- Леонідяни
- Люди
  - Людени (див. нижче)
- Негуманоїди Ковчега
- Слимаки Гарроти
- Мандрівці
- Тагоряни

Також описано розумних істот, фізіологічно схожих із людиною, але психологія яких від людської відрізняється: жителі Саракша, Саули, корінні племена Пандори («Неспокій»), населення Арканара та Гіганди. Крім того, є низка істот, чию розумність не вдається підтвердити або спростувати, серед яких септоїди (див. «Полудень. XXII сторіччя»), напіврозумний доісторичний молюск катапуморідако (див. «Хвилі гасять вітер») і непізнана, як припускають, розумна істота, яку мисливець Поль Гнідих убив на планеті Крукс (див. «П22В»).

## Велике Одкровення
У 94 році історик і соціолог Айзек Бромберг надіслав Каммереру розлогий меморандум «Робоча модель прогресорської діяльності Мандрівців у системі людства Землі» («Хвилі гасять вітер»). У резюме меморандуму йшлося:
— людство буде поділено на дві нерівні частини;

 — людство буде поділено на дві нерівні частини за невідомим нам параметром;
— людство буде поділено на дві нерівні частини за невідомим нам параметром, причому менша частина форсовано й назавжди обжене більшу;

 — людство буде поділено на дві нерівні частини за невідомим нам параметром, причому менша частина форсовано й назавжди обжене більшу, і це відбудеться волею та мистецтвом надцивілізації, зовсім чужої людству.
Висновки Бромберга незабаром повністю підтвердились. Людени, наступний ступінь розвитку Homo sapiens, приховували своє існування на Землі від людства протягом майже ста років, шукаючи людей, здатних стати ними — кожен, хто має так звану «третю імпульсну систему» (приблизно один на сто тисяч) має шанс стати люденом. Коли наприкінці XXII століття Максим Каммерер і Тойво Глумов виявили їх, люденів налічувалося 432, наступним став сам Глумов.
Вихід людей з-під прикриття викликав таку зміну в картині світу людей, що його стали пізніше називати «Великим Одкровенням».
Через кілька років після трагедії 78 року людени розпочали виявляти «третю імпульсну систему» в глобальному масштабі. На початок вісімдесятих припадають перші масові фобії («синдром пінгвіна» і фукаміфобія), відновлюються масові самогубства китоподібних (збігаються з початком фукаміфобії — в обох випадках це весна 81-го), незрозумілі зникнення та появи людей («група 80-х»). Саме тоді розпочалося формування нової раси.
Людени неминуче дистанціюються від решти людства, хоч і обіцяють, що в разі потреби безумовно прийдуть на допомогу людям усією силою своїх можливостей.

## Теорія виховання
Система освіти та виховання у світі Полудня призначена для виховання поколінь людей, головною насолодою та головною потребою яких є успішна творча праця. Основне завдання теорії виховання — перервати ланцюг часів, тобто звести до мінімуму, а краще зовсім припинити передавання «негативного життєвого досвіду» від батьків до дітей. Основні принципи Теорії виховання, як їх можна сформулювати за книгами Стругацьких, можна звести до двох пунктів:
1. Вихованням дітей мають займатися фахівці, якими батьки зазвичай не є.
2. Головним завданням Учителя є виявити і розвинути в дитині її головний талант, те, що вона вміє краще від багатьох.

Ключове поняття педагогіки світу Полудня — особистість Учителя. Як правило, це не лише педагог, але й фахівець у певній галузі науки та мистецтва, який може захопити свого підопічного особистим прикладом. Вчителі утворюють численний соціальний прошарок, зокрема, становлять помітну частину у Світовій раді. До завдань Учителя входить контроль за розвитком підопічних, виховання, корекція їхньої поведінки, коли це необхідно. Вчитель — найпочесніша і найвідповідальніша робота для людини світу Полудня, вона вимагає педагогічного таланту, чудового професійного знання педагогіки, енциклопедичної освіченості та великого життєвого досвіду. Вчитель для людини — на одному рівні з батьками, як правило, контакт із Учителем підтримують і після завершення шкільного навчання. Звичним є виховання дитини одним Учителем, лише в окремих випадках Учитель може змінитися. Вчитель виявляє таланти учнів, сприяє їх розвитку, його думка серед визначальних, коли ухвалюється рішення щодо вибору подальшого напряму життя та фахової діяльності учнів.
Мається на увазі, що більшість часу навчання дитина проводить у школі-інтернаті. При цьому вона аж ніяк не відрізана від світу та від своєї сім'ї — батьки можуть будь-коли приїжджати до неї в інтернат, і сама вона регулярно їздить додому. Жодної секретності, ніякої закритості, але максимум приватності.
Після закінчення школи спеціальні комісії розглядають фахові показники випускників та розподіляють їх на місця роботи.
Саме створення системи високого виховання автори вважали головною та необхідною умовою виникнення світу Полудня.

## Критика світу Полудня
Світ Полудня Стругацьких зазнав і досі зазнає постійної критики з боку як колег-письменників, так і читачів. Найчастіше вона має вигляд літературних творів, що описують альтернативи світу Стругацьких або пародії на нього.

### Думка авторів
Насправді ми зовсім не розглядали проблем переходу від капіталізму до комунізму. Ми досить швидко зрозуміли, що світ, який ми описуємо, світ Полудня, практично недосяжний. У наш час він недосяжний взагалі. Можливо, в майбутньому, коли (і якщо) буде створено й практично освоєно Високу систему виховання (здатну кожне людське дитинча перетворити на творчу особистість), коли і якщо людство відчує потребу в такій системі виховання (як свого часу воно відчуло необхідність поголовної письменності), через кілька поколінь, відбудеться перехід до світу Полудня. Зараз же це ніяк теоретично не обґрунтований (і не здатний бути обґрунтованим) суспільний устрій — Світ-у-якому нам-хотілося-би-жити. І не більше.Оригінальний текст (рос.)
На самом деле, мы вовсе не рассматривали проблем перехода от капитализма к коммунизму. Мы довольно быстро поняли, что тот мир, который мы описываем, Мир Полудня, практически недостижим. В наше время он недостижим вообще. Может быть, в будущем, когда (и если) создана будет и практически освоена Высокая система воспитания (способная каждого человеческого детёныша превратить в творческую личность), когда и если человечество почувствует потребность в такой системе воспитания (как в своё время оно ощутило необходимость поголовной грамотности), несколько поколений спустя, состоится переход к Миру Полудня. Сейчас же это никак теоретически не обоснованное (и не способное быть обоснованным) общественное устройство — Мир-в-котором-нам-хотелось-бы-жить. И не более того.— Офлайн-інтерв'ю з Борисом Стругацьким

### Полеміка
Одним із прикладів полеміки зі світом Полудня (а також зі світом, який Іван Єфремов описав у романі «Туманність Андромеди») є світ Геометрів Сергія Лук'яненка, описаний у дилогії «Зорі — холодні іграшки». Геометри, які мають на меті побудувати міжзоряне братство рас під керівництвом людей (фактично — форму імперіалізму, не властивого світу Полудня), підводять під свій технологічний рівень усі зустрінуті цивілізації (зокрема знижуючи, за необхідності, цей рівень; звідси, нарівні з прогресорами, виникає складна і вельми шанована в світі Геометрів професія «регресора») і пропонують їм після цього «дружбу та братерство». На власній планеті Геометрів суспільство має основні зовнішні ознаки «світу Полудня» — Світову раду з найавторитетніших фахівців (деякі навіть портретно нагадують персонажів Стругацьких), провідну роль Наставників, з якою всі згідні. Однак на практиці це суспільство стоїть на придушенні особистості та вкрай жорстко реагує на будь-які спроби протидії чи навіть сумніву. За ширмою добрих намірів і загальної дружби та любові виявляється нетерпимість, тотальний контроль і навіть концтабори для «невиліковних». Таким чином, суспільство Геометрів, попри зовнішню схожість зі світом Полудня, по суті перетворюється на його протилежність. Ще раз до світу Полудня С. Лук'яненко звертається у творі «Спектр», де жителі якоїсь планети у процесі побудови «світлого майбутнього» втратили душу.
Андрій Лазарчук у повісті «Все добре», що вийшла у першій збірці «Час учнів», полемізує зі Стругацькими не щодо самого світу Полудня, а щодо реальності його природного досягнення у процесі суспільного розвитку. У його викладі світ Полудня виявляється штучним; з'ясовується, що на Землі у XXI столітті було зроблено саме те, що в повісті «Важко бути богом» запропоновано зробити на Арканарі: виведено на орбіту супутники-випромінювачі, випромінювання яких впливає на психіку людей, перетворюючи їх на альтруїстів, здатних отримувати справжнє задоволення від творчої роботи на спільне благо.
Юрій Нестеренко у своїй статті вказує на фашистські, на його думку, риси світу Полудня. Коли Бориса Стругацького спитали, що він думає про таку інтерпретацію, той відповів, що Нестеренка він не читав і не збирається.

### Пародії
Світ Полудня Стругацьких став предметом численних продовжень, наслідувань та пародій. Існує багато фен-літератури та вебсайтів.